# Krát (znak)
Krát neboli násobítko je symbol · nebo × (v programovacím jazyce také jako *), který v matematice určuje operaci násobení pro dvě proměnné (binární operaci).

## České substituty pro krát a jejich nevýhody
Pro substituci skutečného typografického krát (· nebo ×) se v digitálních dokumentech často používají znaky:
1. * (není typograficky správně, ale v programovacích jazycích se používá)
2. x, X (písmena, malé lze lehko zaměnit za proměnnou x)
3. . (tečka, lze zaměnit za desetinnou čárku)
4. krát (jako slovní substitut)

## Jak napsat znak krát
Znak × napíšeme pomocí Alt a současně sekvencí 0215 na numerické klávesnici (Alt a číslo 0215 dle použité kódové stránky).
Znak · napíšeme pomocí Alt a současně sekvencí 0183 na numerické klávesnici (Alt a číslo 0183 dle použité kódové stránky).